# Склодовский, Виталий Каэтанович
Виталий Каэтанович Склодовский (1875—1918) — русский военный деятель, генерал-майор (1917). Герой Первой мировой войны.

## Биография
В службе с 1893 году после окончания Темир-Хан-Шуринского реального училища.  В 1896 году после окончания в Тифлисского военного училища произведён в подпоручики и определён в 1-й Туркестанский стрелковый батальон. В 1900 году произведён в поручики, в 1904 году в  штабс-капитаны. С 1904 года участвовал в Русско-японской войне, «за храбрость» в этой компании был награждён орденами  Святой Анны 4-й степени и Святого Станислава 3-й степени с мечами и бантом.
В 1908 году произведён в капитаны. С 1909 года после окончания Николаевской академии Генерального штаба по I разряду назначен ротным командиром  3-го Финляндского стрелкового полка. С 1911 года  старший адъютант штаба 34-й пехотной дивизии. С 1912 года обер-офицер для поручений при Штабе Киевского военного округа.
С 1914 года участник Первой мировой войны в качестве помощника старшего адъютанта, с  1915 года и.д. штаб-офицера для поручений Отдела генерал-квартирмейстера Штаба 8-й армии. В  1915 году произведён в подполковники с назначением и.д. штаб-офицера для поручений при Штабе 12-го армейского корпуса, штаб-офицером для поручений при командующем 3-й армией, начальником штаба 14-й пехотной дивизии и штаб-офицером для поручений при Штабе 24-го армейского корпуса.  В 1916 году произведён в полковники.
С 1916 года И.Д. начальника штаба — Отдельной морской бригады особого назначения, 14-й пехотной дивизии и с 1917 года 22-й пехотной дивизии. 26 сентября 1916 года «за храбрость» был награждён орденом Святого Георгия 4-й степени.
После октября 1917 года  числился в распоряжении начальника штаба  Кавказского фронта. С конца 1917 года участник Гражданской войны в составе Добровольческой армии. 16 марта 1918 года был убит у станицы Великокняжеской.

## Награды
- Орден Святого Станислава 3-й степени с мечами и бантом (1904)
- Орден Святой Анны 4-й степени (1904)
- Орден Святой Анны 3-й степени (1905)
- Орден Святого Станислава 2-й степени с мечами (1907)
- Орден Святой Анны 2-й степени (1913; Мечи к ордену — ВП 24.05.1916)
- Орден Святого Владимира 4-й степени с мечами и бантом (ВП 20.02.1915)
- Орден Святого Георгия 4-й степени (ВП 26.08.1916)